# Batalla de Cuaspud
La batalla de Cuaspud fue un enfrentamiento militar librado el 6 de diciembre de 1863 entre las fuerzas militares de la República de Ecuador (época garciana) y los Estados Unidos de Colombia (actual República de Colombia) en una corta guerra (Guerra Colombo-Ecuatoriana) propiciada por diferendos limítrofes e ideológicos.

## Antecedentes
El general Tomás Cipriano de Mosquera buscaba la reconstrucción de la Gran Colombia, proyecto que propuso a Gabriel García Moreno, presidente del Ecuador. Pero este lo rechazó, debido a que su plan de gobierno estaba basado en instituciones muy diversas a las de él. En efecto, las diferencias ideológicas de los dos jefes de estado eran claras: García Moreno era un ferviente católico que buscaba la reforma del clero ecuatoriano con la ayuda de un concordato con la Santa Sede, mientras que Mosquera era opositor de la Iglesia en Colombia. El general, enfadado por la negativa del presidente ecuatoriano, empezó una campaña de ataques hacia su gobierno acusándolo de régimen teocrático y haciéndose ver a él mismo como «hijo de Bolívar y salvador de la patria».
El pueblo ecuatoriano rechazaba totalmente una posible anexión a los Estados Unidos de Colombia y además se mostraba indignado por la intromisión del presidente colombiano en asuntos internos del país. Por otra parte, era conocido el apoyo que Mosquera daba a todo revolucionario que pretendía derrocar al gobierno de García Moreno.
Si a esto se suman las escaramuzas fronterizas libradas incluso con los insurgentes conservadores, con quienes se había librado la batalla de Tulcán en 1862, se da a conocer que el conflicto era inevitable.
Los ecuatorianos sostienen que Mosquera ambicionaba repartir el territorio de Ecuador con Perú y quería que regresara a la Presidencia del Ecuador el general Urbina, enemigo acérrimo de García Moreno. Mientras que los liberales colombianos acusaron a García Moreno de querer adueñarse de la provincia de Pasto y parte del territorio del Caquetá (actual Putumayo), y de pretender apoyar a los conservadores. Ecuador envió al diplomático Antonio Flores Jijón, quien realizó un acuerdo con el Gobierno mosquerista, pero el presidente ecuatoriano desconoció el tratado y se lanzó a la guerra. García Moreno envió al general Juan José Flores, mientras que Mosquera se apersonaba de las acciones del lado colombiano.

## Orden de batalla
García Moreno ordena al general Juan José Flores movilizar hacia el norte del Ecuador casi la totalidad de los batallones existentes en el territorio, alrededor de 8200 hombres de infantería y 1150 jinetes distribuidos en 4 divisiones: la Draquea, la Salvador, la Maldonado y la Dávalos.
La 1.ª división, Draquea, se componía de los batallones
2.º de Pichincha,
1.º, 2.º y 3.º de Imbabura y Babahoyo (dirigidos por los jefes Sáenz, Dalgo, Conde, Echanique y Rivadeneira).
La 2.ª división, Salvador, se componía de los batallones de Guayas, Yaguachi, León y Oriente (dirigidos por los jefes Pereira, Viteri, Echeverría y Mata).
La 3.ª división, Maldonado, se componía de los 1.º, 2.º Vengadores, Chimborazo y Daule (dirigidos por los jefes Espinoza, Aparicio, Larrea y Campuzano).
La 4.ª División, Dávalos, se componía de los Regimientos 1.º y 2.º y de la Brigada de Artillería (dirigidos por los jefes Manuel Tomás Maldonado, Ignacio de Veintimilla y Francisco Javier Salazar.
El general Tomás Cipriano de Mosquera moviliza 4000 soldados y 120 jinetes, comandados estos últimos por el coronel Acero, de tal suerte que sólo se pudieron organizar tres divisiones dirigidas por los generales Sánchez, Rudecindo López, y el coronel Gregorio Rincón.
Los batallones que pudieron ponerse en estado de combatir fueron el Amalia, el Bomboná, el Pasto, los 2.º y 5.º de Vargas, el Cariaco, el Pichincha, el Voltígeros, el Tiradores, el Bogotá, el Guitarra, el Palacé y el Granaderos. Los principales jefes de estos cuerpos eran el general Bohórquez, el general Armero (jefe de artillería compuesta de cuatro cañones), el general Anzola, el general Pedro Marcos de la Rosa, y los coroneles
Miguel Ángel Portillo,
Manuel Guzmán,
José Chaves,
Castillo,
Escárraga,
Soto y
Vezga.

## La batalla
El 15 de agosto de 1863, Mosquera llegó al territorio del actual departamento de Nariño (Colombia), iniciándose escaramuzas y pequeños combates en los que los enemigos se reconocieron. La fortaleza de los ecuatorianos se basaba en su caballería, pero hasta diciembre no se arriesgó al ejército en batalla.
A principios de diciembre de 1863, Mosquera tomó un mapa, y tras observar el sitio de Cuaspud (actual departamento de Nariño), le señaló con un alfiler exclamando: «Aquí he de anular la caballería de Flores». En este punto se ubicaba una hacienda fronteriza con el Ecuador, que se caracterizaba por ser pantanosa, con sus colinas y fangales completamente ocultos por espesa vegetación agreste, producto natural de la humedad estancada como en un gran lago de lodo.
El día 4 de diciembre de 1863 por la tarde llegó el ejército colombiano al pueblo de Cumbal y el ecuatoriano se situó en la hacienda Chautalá, frente a la primera población. El día 5 de diciembre Flores recibió el último refuerzo de tropa enviado desde Tulcán por el coronel Gómez de la Torre; todos estos movimientos anunciaban la proximidad del combate.

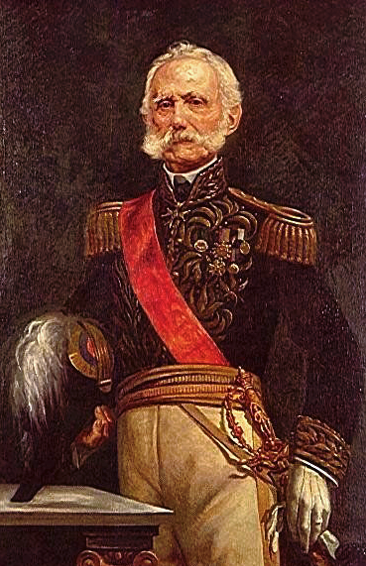
General Tomás Cipriano de Mosquera.

Flores no tenía ningún plan de campaña, solamente se movía según se moviera su adversario. El 6 de diciembre Mosquera ordenó que se levantase el campamento de Cumbal y se dirige en dirección del Carchi, lo anterior por haberse extraviado una parte de los caballos y bueyes que cargaban los cañones; Flores inmediatamente puso en movimiento a sus ocho mil soldados, enviando a los batallones 1.º y 2.º Vengadores y trescientos jinetes en dirección de Mosquera, encontrándose repentinamente los dos bandos en las faldas de la colina que se llamaba Cuaspud, a tan corta distancia que se hacían fuego casi a quemarropa. Con una orden fingida a su lugarteniente el general Payán, Mosquera hizo creer que este se lanzaría sobre Quito, Flores se lanzó a la carga y Payán fingió retirada hasta Cuaspud; cuándo los ecuatorianos cayeron en el pantano, Payán atacó con violencia mientras Mosquera, con tropas frescas, coronó la victoria.
Este movimiento de Mosquera y su ejército logró situarlo en la colina, interpuesto entre Flores y el Carchi y además defendido en buena extensión por las profundas ciénagas que tenían la apariencia de simples pastizales.
Al iniciarse la batalla en día 6 de diciembre de 1863, quedan atrapados más de mil doscientos jinetes de caballería de las fuerzas ecuatorianas, siendo fusilados por los tiradores colombianos. El resto del ejército huyó, cayendo más de tres mil prisioneros entre oficiales y subalternos, que bajo la promesa de no empuñar las armas contra Mosquera, fueron puestos en libertad.
Tras el fracaso de batalla muchos militares ecuatorianos emprenden la huida buscando refugio en casas aledañas e incluso en pueblos cercanos al campo de batalla; entre estos estuvo el coronel Pereira, quien buscó refugio en la casa de Manuela Portillo en la vereda del Carchi, donde evitó la búsqueda exhaustiva por parte de los soldados colombianos. Años más tarde decide crear un vínculo con la familia Naranjo Portillo, llevando en matrimonio a su hija Damiana.
Flores y algunos de sus soldados deciden realizar la huida hacia territorio ecuatoriano.

## Consecuencias
Mosquera, después de la batalla, avanzó hasta Carlosama, donde estableció su cuartel Militar. El día 7 de diciembre de 1863 recibió una carta de Flores, fechada en Tusa, en la cual proponía la paz. El presidente colombiano accedió a ello, y para negociarla encargó al general Antonio Gonzales Carazo; el 21 de diciembre se firmó en Ibarra el siguiente armisticio:

Antonio Gonzales Carazo (mayor general del ejército de las operaciones del sur de los Estados Unidos de Colombia) y Juan José Flores (general en jefe del ejército de la República del Ecuador), debidamente autorizados para celebrar un armisticio, han convenido: 

- Artículo 1.º: Habrá un armisticio de diez días, durante el cual se suspenderá toda hostilidad entre los ejércitos colombiano y ecuatoriano.
- Artículo 2.º: Durante el término de este armisticio, el ejército colombiano se acantonara en la ciudad de Ibarra, y el ecuatoriano, en Otavalo, Cotacache o cualquier otro punto distante, a por lo menos cuatro lenguas de Ibarra.
- Artículo 3.º: Si por una desgracia que no es de esperarse, la celebración del Tratado de paz no se verificare dentro del término de este armisticio, los beligerantes podrán continuar las hostilidades cuarenta y ocho horas después del último día del armisticio.
- Artículo 4.º: Este armisticio no necesita de la aprobación del Gobierno del Ecuador, estando como está el señor general Flores suficientemente autorizado para ajustarlo y cumplirlo, pero no se llevara a efecto sin la aprobación del señor presidente de los Estados Unidos de Colombia y el generalísimo del ejército, y de esta fecha en que fuere aprobado por él será obligatorio para ambos beligerantes.

En fe de lo cual firmamos dos ejemplares del presente convenio, a los veintiún días del mes de diciembre de mil ochocientos sesenta y tres.
A. Gonzales Carazo - Juan José Flores.
Tulcán, 23 de diciembre de 1863.
Aprobado.
El presidente de los Estados Unidos de Colombia. T. C. de Mosquera.

El secretario de Lo Interior y Relaciones Exteriores José María Quijano Wallis

El día 30 de diciembre de 1863, en la hacienda de Pizanqui, se firmó el tratado de paz, amistad y alianza entre ambas naciones.
Al final Mosquera pactó con Ecuador, reconociendo los límites ya existentes, la no intromisión en asuntos internos mutuos y un acuerdo de paz permanente. En consecuencia, nunca más se presentaron diferendos fronterizos entre estos dos países. Mosquera consolidó su poder interno y Ecuador pudo hacer lo mismo, ya que se concentró de lleno frente a la invasión urbinista.